# دشمن زن (فیلم ۱۳۹۶)
دشمن زن فیلمی به کارگردانی کریم امینی، نویسندگی امیرحسین نجف‌پور و تهیه‌کنندگی محمدحسین فرح‌بخش و عبدالله علیخانی محصول سال ۱۳۹۶ ایران است. این فیلم در تاریخ ۲۳ خرداد ۱۳۹۷ در سینماهای ایران اکران شد.

## داستان فیلم
در خلاصه داستان «دشمن زن» آمده است: «چرا هرچی دشمن زنه بعد از یه مدت توزرد از آب در میاد و میشه مدافع سرسخت حقوق زنان؟»

## نقد
این فیلم مورد انتقاد شدید منتقدان سینما قرار گرفت. داستان، شخصیتها و بسیاری از صحنه‌های این فیلم از فیلم میهمان ساخته کامران قدکچیان کپی برداری شده است.

## بازیگران
- سام درخشانی
- بهاره کیان‌افشار
- الناز حبیبی
- بهرنگ علوی
- سیروس همتی
- امیرحسین آرمان
- گوهر خیراندیش
- مریم سعادت

## پخش در شبکه نمایش خانگی
پس از اتمام اکران در سینما، پخش این فیلم در شبکه نمایش خانگی از شهریور ۱۳۹۷ آغاز گردید.